# Gary Payton
Gary Payton (20. červen 1948 Rock Island, Illinois, Spojené státy) je americký astronaut a důstojník, který se aktivně zúčastnil třídenního letu raketoplánem v roce 1985.

## Životopis
Vysokoškolské vzdělání získal na vojenské akademii v Colorado Springs roku 1971 a na Purdue University o rok později. V roce 1979 se stal po absolvování nezbytného výcviku členem týmu amerických astronautů a v roce 1980 byl zaměstnán na základně Cape Canaveral. Jako vojenský letec postupně nalétal 1080 hodin.

## Let do vesmíru
Major Patron z kosmické divize amerického vojenského letectva byl účastníkem letu STS-51-C, katalogizovaný v COSPAR jako 1985-010A. Stal se tím 159 člověkem ve vesmíru a v pětičlenné posádce složené pouze z důstojníků měl funkci specialisty na užitečná zařízení..
Jednalo se o pátý let raketoplánu Discovery. Vojenská, značně utajovaná mise odstartovala 24. ledna 1985 z kosmodromu Eastern Test Range ( součást Kennedy Space Center), ve vesmíru astronauti strávili 3 dny a 1 hodinu, vypustili špionážní družici a na Zem se vrátili 27. ledna 1985 na Kennedyho základnu na Floridě.

## Po letu
Dva roky po absolvování své vesmírné mise Gary Eugene Payton nastoupil do Pentagonu a v červenci 1988 z týmu astronautů odešel.